# Sandalus petrophya
Sandalus petrophya är en skalbaggsart som beskrevs av August Wilhelm Knoch 1801. Sandalus petrophya ingår i släktet Sandalus och familjen Rhipiceridae. Inga underarter finns listade i Catalogue of Life.